# Araras de rondônia
Os araras-de-rondônia são um povo indígena brasileiro. Também conhecidos como araras-caros, araras-do-ji-paraná, araras-do-rio-machado, araras-gaviões, caros, araras-tupis, ntogapides, ramarramas, urucus e urumis (pela ortografia etnonímica, araras-karos).
Habitam a margem direita do médio rio Ji-Paraná, no estado brasileiro de Rondônia, dentro da Área Indígena Igarapé Lourdes. No ano de 1986, sua população era de 92 pessoas. Em 2006, tal grupo contava com 208 indivíduos.
Falam a língua caro, da família linguística ramarrama.